# 南載熙
南 載熙（ナム・ジェヒ、朝鮮語: 남재희、1934年1月18日 - 2024年9月15日）は、大韓民国のジャーナリスト、政治家。第10・11・12・13代韓国国会議員、第11代労働部（現・雇用労働部）長官。
本貫は宜寧南氏。政治家の芮春浩の息子は娘婿である。

## 経歴
日本統治時代の忠清北道清州郡（現・清州市）出身。清州高等学校、ソウル大学校法科大学卒業後、ハーバード大学でニーマン・フェローにメディア研究員として参加した。1958年から1978年まではジャーナリストとして、韓国日報、民国日報記者、朝鮮日報文化部長・政治部長・編集部局長・論説委員、ソウル新聞編集局長・理事・主筆を務めた。1979年以降は政界で国会議員4期のほか、民主共和党ソウル江西地区党委員長、民主正義党政策委員会議長・中央委員会議長・ソウル江西地区党委員長、国会倫理特別委員会委員長、民主自由党ソウル江西地区党委員長、新韓国党ソウル江西地区党委員長を歴任し、1993年から1994年までは第11代労働部長官を務めた。『タマネギとハスの花』『言論政治風俗史』など著書多数。
2016年5月に共に民主党代表の文在寅が南のもとを訪ねて、経済・労働分野のアドバイスを求めた。
2024年9月15日午前、ソウル市内の病院で老衰により死去。享年90。